# هاله نور احمدی‌نژاد

احمدی‌نژاد در حال توضیح ماجرای هالهٔ نور به عبدالله جوادی آملی.

هاله نور احمدی‌نژاد به ماجرای ادعای محمود احمدی‌نژاد در حضور جوادی آملی در مورد مشاهدهٔ هاله نوری در اطراف خودش توسط برخی نزدیکان در هنگام سخنرانی در مقر سازمان ملل متحد گفته می‌شود.

## شرح ماجرا
وی پس از اولین دیدار از نیویورک (در سال ۱۳۸۴) و شرکت در اجلاس عمومی سازمان ملل و در سفر بعدی خود به قم، بر اساس فیلم‌ها و اخبار پخش شده در حضور جوادی آملی سخن از «هاله نوری» می‌گفت که در مدت سخنرانی دور او را گرفته بود.
 ما به نیویورک که رفته بودیم، قبل از آن‌که برویم خیلی جوسازی بود، تهدید کرده بودند که اگر بیای، دستگیرت می‌کنیم. گفتم: من می‌آیم. گفتند: پس امنیت را برقرار نمی‌کنیم. گفتم: پس حتماً آنجا خبری هست که مخالفت می‌کنند. من می‌آیم. خدمت آقا هم عرض کردم، همین را فرمودند، گفتند: حتماً باید این سفر انجام شود، خودشان آنقدر علیه ما تبلیغ کرده بودند که همه گوش‌ها و چشم‌ها را به سمت ما متوجه کرده بودند که این هیئت کی هست.
وقتی در خیابان‌ها راه می‌رفتیم، به هر ساختمانی می‌رفتیم، همه توجهات به سمت هیئت ایرانی بود، کأنه هیچ‌کس دیگری نبود. من روز آخری که سخنرانی کردم، تقریباً همه سران بودند یکی از همان جمع به من گفت: «وقتی تو شروع کردی «بسم‌ا..» و «اللهم» را گفتی، من دیدم یک نوری آمد، تو را احاطه کرد و تو رفتی تو یک حصنی، یک حصاری. تا آخر؛ من خودم هم اینو احساس کردم که فضا یک دفعه عوض شد و همه حدود بیست‌وهفت، هشت دقیقه تمام، این سران مژه نزدند. این‌که می‌گم مژه نزدند، غلو نمی‌کنم، اغراق نیست. چون نگاه می‌کردم، همه سران مبهوت مانده بودند. انگار یک دستی همه آنان را گرفته بود، آنجا نشانده بود. چشم‌ها و گوش‌هایشان را باز کرده بود که ببینند از جمهوری اسلامی پیام چیست.»

## انتشار
از جلسه تعریف این ماجرا توسط احمدی‌نژاد به جوادی آملی، فیلمی تهیه شده بود که در اختیار سایت بازتاب قرار گرفت و سایت بازتاب، تنها رسانه‌ای بود که این فیلم را منتشر کرد.

## تکذیب
علی‌رغم اینکه از این جلسه فیلمبرداری شد و فیلم آن در دسترس عموم قرار گرفت، احمدی‌نژاد و دفتر رئیس‌جمهور آن را تکذیب کرد و غلامحسین الهام، رئیس دفتر وی که خود نیز در جلسه حضور داشت، اعلام کرد که چنین چیزی نشنیده و هاله نور و مسائلی شبیه به این ساختگی و تروکاژ سینمایی است. برخی رسانه‌ها از فشار بر روی خبرگزاری بازتاب خبر دادند و مدعی شدند که این خبرگزاری به تکذیب این فیلم واداشته شد اما این اتفاق با مخالفت سردبیر این خبرگزاری اتفاق نیافتاد. این درحالی بود که برخی دیگر از مدافعان، مانند سایت رجانیوز، فیلم را ساختگی ندانسته و مدعی شدند که «چنین تجربیات معنوی و عرفانی‌ای در طول زندگی هرشخصی ممکن است روی دهد.» پس از آن، سایت بازتاب به بررسی فریم به فریم فیلم پرداخت که با واکنش محسن رضایی همراه بود.
به دنبال انکار این موضوع توسط محمود احمدی‌نژاد در مناظره با مهدی کروبی، دفتر جوادی آملی، سخنان کروبی در مناظره با احمدی‌نژاد در خصوص ادعای احمدی‌نژاد مبنی بر هالهٔ نور را تأیید کرد. همچنین محمد تقی سبحانی، نیز که از حاضران جلسه بود، این ماجرا را تأیید نمود.
احمدی‌نژاد در سال ۱۴۰۰ در خصوص ادعای هاله نور، این سخن را در تأیید حرف جوادی آملی دانست و تأکید کرد این حرف را به نقل از کسی گفته است و ادعای شخصی خود او نیست.

## پیامدها

### در انتخابات سال ۱۳۸۸
ماجرای هاله نور، در طول تبلیغات انتخابات ۲۲ خرداد ۸۸ و وقایع پس از آن، به یکی از ابزارهای تحقیر محمود احمدی‌نژاد بدل شد. بخشی از مجموعه نود سیاسی به مبحث هاله نور و دروغگویی احمدی‌نژاد اختصاص یافت. خبرگزاری بی‌بی‌سی آن را به یک بمب تشبیه نمود. بر اساس این واقعه شعار «هاله نور و دیده، رای ما رو ندیده» ساخته شد.